# ポーの一族
『ポーの一族』（ポーのいちぞく）は、萩尾望都による日本の漫画作品、および、それを原作としたメディアミックス作品群の総称である。英訳名は "The Poe clan" 。永遠に生きる吸血鬼一族の18世紀初頭から21世紀にかけての物語を描いたファンタジー。
作品発表当時としては異色の作品であり、少女漫画の読者層を増やした作品であると評価されている。
1976年（昭和51年）、第21回（昭和50年度）小学館漫画賞少年少女部門を受賞。また、1992年（平成4年）、『CREA』（文藝春秋）が実施したアンケートによる少女マンガベスト100で1位に選出された。
以下、作品群名（シリーズ名）を『ポーの一族』、作品群中の一作品（ポーの一族 (1972年の漫画)）を「ポーの一族」と区別する。

## 概要
小学館の少女漫画雑誌『別冊少女コミック』の1972年（昭和47年）3月号から断続的に連載され、1976年（昭和51年）6月号で完結した。2016年（平成28年）に、40年ぶりの新作が小学館の女性向け漫画雑誌『月刊フラワーズ』の7月号に掲載され、その後は断続的に連載が再開されている。
1974年（昭和49年）に発売された「フラワーコミックス」『ポーの一族』第1巻は、小学館の少女漫画で初の単行本で、初版3万部は発売から3日で完売した。
『ポーの一族』シリーズは、西洋に伝わる吸血鬼（バンパネラ）伝説を題材にした、少年の姿のまま永遠の時を生きる運命を背負わされた吸血鬼エドガーの物語。成長の代償に失うもの、大人になれない少年の姿が描写されている。200年以上の時間が交錯する構成で、舞台は18世紀の貴族の館から20世紀のギムナジウムまでさまざまである。
萩尾は「永遠にこどもであるこどもをかきたい」との発想から、石ノ森章太郎の『きりとばらとほしと』の吸血鬼の設定の一部をヒントにして『ポーの一族』の構想を思いつき、1972年、「すきとおった銀の髪」「ポーの村」などの短編から描き始め、同年8月から翌1973年（昭和48年）6月にかけて当初の構想であった3部作（「ポーの一族」「メリーベルと銀のばら」「小鳥の巣」）を連載した。1974年（昭和49年）、『トーマの心臓』連載終了後、同年12月に「エヴァンズの遺書」でシリーズを再開、1976年（昭和51年）5月「エディス」後編で終了した。
2016年（平成28年）5月、連載終了から40年ぶりに『月刊フラワーズ』（小学館）7月号に新作「春の夢」が発表され、その反響の大きさにより掲載誌が売り切れる書店が続出したため、重版されることとなった。その後、同作は2017年（平成29年）1月から5月までシリーズ連載され、『このマンガがすごい! 2018』オンナ編で第2位にランクインを果たした。

## 作品

### 本編
1. すきとおった銀の髪（『別冊少女コミック』1972年3月号）
2. ポーの村（『別冊少女コミック』1972年7月号）
3. グレンスミスの日記（『別冊少女コミック』1972年8月号）
4. ポーの一族（『別冊少女コミック』1972年9月号 - 12月号）[+ 4]
5. メリーベルと銀のばら（『別冊少女コミック』1973年1月号 - 3月号）[+ 5][+ 6]
6. 小鳥の巣（『別冊少女コミック』1973年4月号 - 7月号）
7. エヴァンズの遺書（『別冊少女コミック』1975年1月号 - 2月号）
8. ペニー・レイン（『別冊少女コミック』1975年5月号）
9. リデル・森の中（『別冊少女コミック』1975年6月号）[+ 7]
10. ランプトンは語る（『別冊少女コミック』1975年7月号）
11. ピカデリー7時（『別冊少女コミック』1975年8月号）
12. ホームズの帽子（『別冊少女コミック』1975年11月号）
13. 一週間（『別冊少女コミック』1975年12月号）
14. エディス（『別冊少女コミック』1976年4月号 - 6月号）
15. 春の夢（『月刊フラワーズ』2016年7月号、2017年3月号 - 7月号）
16. ユニコーン（『月刊フラワーズ』2018年7月号 - 9月号、2019年5月号 - 6月号）
17. 秘密の花園（『月刊フラワーズ』2019年7月号、2020年8月号 - 11月号、2021年6月号 - 8月号、10月号 - 11月号）
18. 青のパンドラ（『月刊フラワーズ』2022年7月号[12] - 8月号、10月号、2023年1月号 - 2月号、6月号 - 7月号、9月号、11月号、2024年1月号、8月号、10月号、2025年6月号、）

### 番外編
1. はるかな国の花や小鳥（『週刊少女コミック』1975年37号）[+ 8]

### ショートストーリー
1. 月曜日はキライ（『月刊フラワーズ』2020年7月号）[+ 9]
2. 火曜日はダイエット（『月刊フラワーズ』2021年2月号）[+ 10]
3. 満月の夜（『月刊フラワーズ』2021年12月号）[+ 11]

### 1ページ劇場
1. 1971年のひとりごと（『別冊少女コミック』1972年2月号）[+ 12]
2. ポーの伝説に寄せて（『別冊少女コミック』1974年12月号）[+ 13]

## あらすじ
1744年、森の奥に捨てられた幼いエドガーとメリーベルは、老ハンナ・ポーに拾われて育てられる。普通の人間として健やかに育った2人だったが、老ハンナとポー家の一族の人々は吸血鬼「バンパネラ」であった。11歳のときに一族の秘密を知ったエドガーは、成人後に一族に加わることを約束させられ、その代わりにメリーベルを巻き添えにしないよう彼女を遠くの町に養女に出させる。
1754年、14歳のエドガーは、成人までに一族の手から逃れようと画策していた。その結果、正体を村人に見破られた老ハンナは胸に杭を打たれて消滅する。しかし、彼女の連れ合いで一族の最も濃い血をもつ大老（キング）ポーは、いやがるエドガーを無理やり一族に加え、エドガーは永遠に少年のままとなってしまう。
3年後、13歳になったメリーベルはバンパネラのエドガーと再会し、自ら一族に加わることを望む。それから2人は、一族のポーツネル男爵とその妻シーラを養父母として、100年以上の時を過ごしていた。しかし1879年に、生贄を求めて街で住み始めた頃、4人の正体を知った医師によってメリーベルとシーラが消滅させられ、ポーツネル男爵もその後を追って消滅してしまう。
最愛の妹を失ったエドガーは絶望と悲しみに沈むなか、新たにアラン・トワイライトを一族に加え、以後2人で100年近くの時を過ごすことになる。しかし1976年、2人にも大きな転機が訪れる。

## 主な登場人物
英語名は確認できるものに限って表記する（英：〇〇と表示する）。ここでいう「英語名」とは、日本語名の対訳名ではなく、英語圏で通用している名称を指し、対訳とは限らない（例えば John Clifford）。

### ポーの一族
エドガー・ポーツネル（1740年 - | 英：Edgar Portsnell）
物語の主人公。巻き毛で青い目の持ち主。4歳のときに生まれたばかりの妹メリーベルとともに森に捨てられるが、老ハンナ・ポーに拾われ、以後、老ハンナの館で育てられる。14歳のときに大老（キング）ポーによりポーの一族に加えられ、ポーツネル男爵夫妻の養子になる。3年後、メリーベルを一族に加える。
性格は冷静にして酷薄。その一方で、弱い者には同情を寄せたり助けを差し伸べたりするやさしさを見せる面もある。妹メリーベルにはことに深い愛情を寄せ、常に人間に戻ることを望みながらも、メリーベルを守るため呪われたバンパネラとして生き続けなければならない矛盾に悩み苦しむ。1879年、メリーベルと男爵夫妻をなくした後、アラン・トワイライトを一族に加え、以後100年近くの時を2人で駆け巡る。
1976年、エヴァンズ家の火災後、消息不明になっていたが、2016年、ミュンヘンでファルカとシルバーに再会し、大老ポーの直系の血を受けたバリー・ツイストと出会う。
メリーベル・ポーツネル（1744年 - 1879年 | 英：Marybell Portsnell）
エドガーの妹。銀色の長い髪の少女。生まれてすぐにエドガーとともに森に捨てられ、老ハンナ・ポーに拾われる。エドガーの要望により7歳のときにアート男爵家の養女となりエドガーと別れる。13歳の時に、母親違いの兄オズワルド・オー・エヴァンズと彼の父親違いの弟ユーシスに出会い、ユーシスと恋に落ちるが、彼は自殺してしまう。その後いったんはエヴァンズ家の養女となるが、そこに現れたエドガーに連れられ、結果的に一族に加わることになった。
明るく純真、可憐な永遠の少女。一族に加わった当初は人間であったころと同様に活発な面もあったが、身体が弱くなるにつれはかなさが増すようになる。1879年、クリフォード医師に銀の弾丸を撃ち込まれ消滅するが、その後もエドガーの心に大きく存在し続ける。
アラン・トワイライト（1865年 - 1976年 | 英：Allan Twilight）
古い港町の貿易商会の子息。直毛の金髪の少年。8歳のときに港の事故で父親と婚約者を亡くし、伯父夫婦に預けられる。14歳のときにエドガーとメリーベルに出会い、エドガーと仲良くなり、メリーベルに恋をする。メリーベルの消滅後、エドガーに連れられ一族に加わる。
性格は勝気でわがままだが、女の子には優しさを示す。1966年、クエントン館の火災の際、シャーロッテ・エヴァンズを助けられなかった負い目を持ち、10年後に出会った彼女の妹エディスと付き合い始める。しかし、エヴァンズ家の火災に巻き込まれたエディスを助けようとした際、炎に包まれた階下に落下し、消息不明になる。
2016年、ヨークのマルチングラ塔の地下で、小さくなった体に大老ポーが振るう「炎の剣」の炎と「青い壺」から出た青い霧を浴びることにより蘇る。
フランク・ポーツネル男爵（？ - 1879年 | 英：Baron, Frank Portsnell）
エドガーの養父。1754年に一族に加わったエドガーを養子に、3年後に一族に加わったメリーベルを養女に迎え、妻シーラとともに4人で100年以上の時を過ごす。厳格な性格で、しばしばエドガーと衝突する。1879年、最愛の妻シーラを失うと、後を追うように馬車を暴走させ、その下敷きになって消滅する。
シーラ・ポーツネル男爵夫人（1731年 - 1879年 | 英：Sheila Portsnell）
エドガーの養母。15歳のときにポーツネル男爵と出会い、金銭的事由から16歳のときにさる伯爵家に嫁ぐものの、20歳のときにポーツネル男爵と駆け落ちする。後に一族に加わり、ポーツネル男爵夫人となる。妖艶な美女で、如才なく感情を高ぶらせることがない。1879年、クリフォード医師にピッチフォークで胸を刺され、傷が癒える前に消滅する。
老ハンナ・ポー（紀元前1700年頃 - 1754年 | 英：Hannah Poe）
エドガーとメリーベルの育ての親で、一族の中で最も濃い血を持つ大老（キング）ポーの連れ合い。8世紀ごろ、大老ポーによって仲間に加えられる。ポーの村をクロエらブリトン人たちと築く。
森の中に捨てられていたエドガーとメリーベルを拾い、人間と同じように育てる。元々は2人を一族に加えるつもりはなかったが、エドガーに一族の秘密を知られたため、メリーベルには手を出さない替わりに、10年後に一族に加わることをエドガーに約束させる。その3年後、村人に正体を見破られ、胸を貫かれて消滅する。
大老（キング）ポー（紀元前2000年頃 - ）
老ハンナの連れ合いで、一族の中で最も長い時を生きるとともに最も濃い血を持つ。「血の神」を祭る祭司。元は古代ギリシャの「ポーの島」の神官で、「血の神」を祭る助祭を務めていた。300年以上眠っていたが、1754年、老ハンナが消滅したことを感知して目覚め、老ハンナの遺志を継ぎ、エドガーを一族に加える。
イギリスに定住する不死の一族たちをポーの一族以外も含めて管理しており、それが縁で1944年にエドガーと再会する。アルゴスとシスター・ベルナドットからは「イオン」と呼ばれる。
アーサー・トマス・クエントン卿（1856年 - ）
風景画や静物画を好んで描いた画家で、クエントン館の主。幼少時に遭った馬車の事故で左耳を失くしており、また、顎にかけて裂傷があるため、それらを隠すために髪を長く伸ばしている。無口で頑固なアーサーは、生涯を独身で通した。1888年9月末に顔違い（顔だけがエドガー）のランプトンの絵を描き、その後も顔だけがエドガーのランプトンをモチーフとした絵を1889年5月までの間に10枚描く。その3か月後の8月21日、多量に吐血して亡くなったとされているが、実際にはその日に一族に加わり、葬儀後、埋葬された墓地から抜け出し、以後、エドガーとアランの後見人となる。
「エディス」と「ユニコーン」以降の作品に登場する。2015年、元の姿から変わり果てたエドガーを保護する。
クロエ（8??年 - ）
大老ポーと老ハンナが去った後のポーの村の統治者。元はヨークシャーの村に住んでいたブリトン人で、9世紀頃、老ハンナにより一族に加えられる。アランを生かしておく代わりに、ポーの村から毎年7人、エドガーの“気”を吸うという「契約」を履行すべく、1944年にエドガーと面会する。その後も契約外でエドガーの“気”を吸おうとしたため、大老ポーに“気”を絞り尽くされて村の地下の棺に閉じ込められたが、ゴールドの“気”を絞り取って復活し、村中の薔薇を枯らして逃走する。1975年、ロンドンでカンタベリーのシスターとしてエドガーと再会する。
シルバー・ピーターバラ（8??年 - ）
ポーの村の住民。クロエの仲間のブリトン人の青年。大老ポーにより、クロエの後のポーの村の統治者に任命される。1888年にクエントン館に身を寄せるエドガーに会いに来る。2016年にミュンヘンでエドガーと再会する。
ゴールド（？ - ）
ポーの村の住民。ふくよかな女性。昔、クロエに助けられて仲間に加えられたことから、棺に閉じ込められたクロエを逃がした。しかしその際、クロエに“気”を絞り尽くされてしまい、干からびながらも生きている。
バリー・ツイスト（2??年 - ）
元は古代ローマ人で、3世紀頃、大老ポーから直接血を受けた青年。誰よりも慕う異母兄フォンティーンを地下深くに薔薇の根に縛られて閉じ込められてしまったことから、ポーの村の薔薇を枯らして逃走し、村から追放された。大老ポーのことを“天敵”と呼び、彼を倒してフォンティーンを助け出すことを生き甲斐としている。エドガーと同じ月桂樹（ローレル）の香りがする。兄と同じような金髪のアランを気に入り、仲良くなろうと近づく。
様々な名を持ち、ファルカからは“ダイモン”と呼ばれる。その本名は、フォンティーンに名付けられた“ユニコーン”。秘密の名前であり、その名を呼ばれるとその相手に逆らえなくなる。
アルゴス（？ - ）
「ポーの島」で「血の神」を祭る祭司を務めていた。ギリシャ神話に登場する百の目をもつ怪物「アルゴス」に例えられ、百の目で見える予言をする。大老ポーのことを「イオン」と呼ぶ。

### エヴァンズ家
エヴァンズ伯爵（17??年 - 17??年）
エドガーとメリーベルの実の父親。当時の貴族の常道としてほかにも複数の恋人がいたが、2人の母親であるメリーウェザーには心を尽くしてひたすら愛した。メリーウェザーの死後、エドガーとメリーベルを正式に引き取ろうとしたが、2人は流行り病で死んだと乳母に聞かされ、長い間それを信じていた。ユーシスの死後、メリーベルをエヴァンズ家の養女として迎える。
メリーウェザー（17??年 - 1744年）
エドガーとメリーベルの母親で、容姿はメリーベルに瓜二つ。落ちぶれた男爵家の末娘で、2人の父親であるエヴァンズ伯爵の最愛の恋人であった。メリーベルの出産後、具合が悪く病弱になり、幼い2人を残して死去する。
オズワルド・オー・エヴァンズ（1735年 - 1780年）
エヴァンズ伯爵家の長男にして、エドガーとメリーベルの母親違いの兄。エドガーと同じ青い目を持つ。奔放だが心優しい青年。22歳のときにアート男爵家の養女のメリーベルと、次いでバンパネラになったエドガーと出会い、2人が自分の弟妹であることを知る。メリーベルがエドガーに連れ去られた後も2人のことを気にかけ、子孫に向けていつか2人が現れたらエヴァンズ家の資産をすべて与えるよう遺書を残す。
ユーシス・エヴァンズ（174?年 - 1757年）
エヴァンズ伯爵家の次男にして、オズワルドの父親違いの弟。よって、エドガーとメリーベルとの血縁はない。ネーデルランドの若い宮廷楽師であった実の父親譲りのみごとな金髪を持つ美少年。メリーベルと恋し合うが、ユーシスを盲愛する母親（伯爵夫人）との板挟みから、どちらも選ぶことができず自殺する。
ヘンリー・エヴァンズ伯爵（1784年 - 18??年）
オズワルド・オー・エヴァンズの孫。エドガーとメリーベルが現れたらエヴァンズ家の資産をすべて与えよ、というオズワルドの遺書を受ける。1820年、崖から落ちて記憶を失ったエドガーを助けて世話をする。亡き妻の面影をエドガーに見ていた。
シャーロッテ・エヴァンズ（1952年 - 1966年）
オズワルド・オー・エヴァンズおよびヘンリー・エヴァンズ伯爵の子孫。14歳のときにクエントン館で開かれた集会で、ジョン・オービンたちからエドガーたちバンパネラの話を聞く。そこで火災が発生し、顔だけがエドガーのランプトンの絵を1枚持ち出そうとして逃げ遅れ、焼死する。
エディス・エヴァンズ（1962年 - ）
シャーロッテの妹。顔立ちがエドガーによく似ている。明るく純真な少女。14歳のときにエドガーとアランに出会い、アランと付き合うようになる。ガス爆発による自宅の炎上の際、救出に現れたアランが炎上する階下に落下し、エドガーもその後を追って飛び降りたため、それを見ていたバリー・ツイストに助けられる。
アランというイタリアの青年と結婚し、古物商の跡地に「エディスとアラン」というレストランを営み、2016年時点では長女が店を継いだ後は引退して孫の子守りをしている。

### 他の不死の一族
他の不死の一族は、「春の夢」と「ユニコーン」に登場する。
ファルカ（11??年 - ）
ポーの一族とは別系統の吸血鬼（ヴァンピール）。レオパード柄のスカーフを巻き、「男装の麗人」の女装をしている青年。吸血鬼の“気”が漏れ出すのを塞ぐ能力と、空間の“目”を見つけて通り抜ける能力を持つ。人間時代は紅ルーシの地方領主だったが、攻め滅ぼされて妻子を失った後、バリー・ツイストによって一族に加えられた。「ファルカ」の名は人間時代の愛称で、ニシコクマルガラス（ウクライナ語で「ハルカ」）に由来する。
1925年、パリ万博でエドガーとアランに出会い、弱っていたアランの生気を回復させた。1958年にベネチアでエドガーとアランに再会、2016年にミュンヘンでエドガーと再会する。
ブランカ（1928年 - ）
アングルシー島でエドガーとアランが出会ったユダヤ系ドイツ人の少女。黒い巻き髪が特徴。両親と弟ノアとハンブルグで暮らしていたが、ナチス・ドイツのユダヤ人迫害を受け、イギリス人のダン・オットマーと結婚した伯母を頼ってウェールズへ渡英、1944年、エドガーとアラン、ファルカと出会い親しくなる。弟を守るため頑なになり気丈に振る舞っているが、本来は歌が好きな明るい少女。塔から落ちて瀕死の状態となり、エドガーに頼まれたファルカが一族に加える。人間時代は濃色の髪だったが、塔から落ちる直前にショックで白髪化し、以降は帽子を被る場面も多い。
1958年、ベネチアでエドガーとアラン、ダン・オットマーに再会する。
サルヴァトーレ・ルチオ（17??年 - ）
ナポリ生まれのオットマー家の先祖で、ギリシャ系の不死の“ルチオ”一族。オットマー家の男たちは代々43、44歳で“眠れない病気”を発病し、眠れずに消耗して45、46歳で死んでしまうが、望めば不死の力を得られる。子孫のダン・オットマーに不死の力を与えるために、ダンの母親の前に現れた。ベネチアでサンタルチア協会のコンサートを主催しており、1958年のコンサートでエドガーと再会する。
ダン・オットマー（1900年前後 - ）
サルヴァトーレの200年ほど後の子孫でブランカの母方の伯父。“眠れない病気”を発病し、母親に望まれてルチオ一族に加えられた。1958年、ベネチアでエドガーとアラン、ブランカに再会する。
シスター・ベルナドット（？ - ）
ルチオ一族の始祖。元は古代ギリシャの巫女で、大老ポーと共に「シビュラの預言者」と呼ばれていた。古代ギリシャ滅亡後、ローマに渡り、ローマが国教をキリスト教に変えた際に異教徒・悪魔とみなされて追放され、ラヴェンナで大老ポーたちと別れ、以降ベネチアに留まり、貴重な古代の予言書などの管理をしている。誇り高い性格で、予言を与えることでバチカンをコントロールしているという。大老ポーのことを「イオン」と呼ぶ。大老ポーからは「ベラ」と呼ばれる。
オリオン（？ - ）
シスター・ベルナドットの孫。しゃべらない。アルゴスの弟子。「血の神」はオリオンのそばでは割とおとなしい。

### その他の人物
ジャン・クリフォード（18??年 - 1879年 | 英：John Clifford ）
古い港町の医師。世話になった恩師の娘・ジェインと婚約しているが、恋愛と結婚は別と割り切っている。ポーツネル男爵一家がバンパネラであることを見破り、シーラの胸をピッチフォークで刺し貫いた後、メリーベルを銀の弾丸で撃ち消滅させるが、その直後、エドガーにメリーベルを撃った銃で射殺される。
グレンスミス・ロングバード男爵（184?年 - 1899年 | 英：Baron, Glen Smith ）
1865年、友人のラトランド伯からサン・ダウン城に招かれて狩りをしていた最中、ポーの村に迷い込み、誤ってメリーベルを撃つ。幸いメリーベルは命を取り留めたが、嵐のために村で2夜を過ごしたところ、血の足りないメリーベルのためにエドガーに血を吸われる。翌朝になって城へ帰り着くが、誰も村のことは知らず、城の周辺を探し回ったものの、村を見つけることができなかったため、その間のできごとを日記に書き残す。
マルグリット・ヘッセン（1932年 - ）
グレンスミスの曽孫（ひまご）。グレンスミスの日記を祖母エリザベスから受け継ぐ。小説家となり、1960年『グレンスミスの日記』を発表する（英訳本の出版は1964年）。
1964年、同書を読んだドン・マーシャルと知り合い結婚。翌年、ドン・マーシャルと共著で『バンパネラ狩り（ハント）』を発表する。
ルイス・バード（1945年 - ）
マルグリット・ヘッセンの甥。1959年、ガブリエル・スイス・ギムナジウム（※ガブリエル・スイス高等中学校〈ギムナジウム〉）の4年生のときにグレンスミスの日記を読み、ポーの村に登場するエドガーが最近転入してきたエドガーによく似ていたことから彼に声をかけたところ、メリーベルという妹がいたが、ずいぶん前に死んだと聞かされる。
1964年、『グレンスミスの日記』を読んでマルグリットに会いにきたドン・マーシャルに、1959年にガブリエル高等中学校にエドガーとアランが転入してきたことを教える。
ドン・マーシャル（1928年 - ）
1950年、旅行中にクエントン館で顔違い（顔だけがエドガー）のランプトンの絵を見つけ、その後出会ったエドガーとアランと国定公園の文化記念館で1夜を過ごす。3年後、そのときのできごとを「ランプトン」と題した短編にまとめ、大学の同人誌に発表する。
1964年、『グレンスミスの日記』を読み、著者マルグリット・ヘッセンに会いにドイツに行き、そこで1959年にガブリエル・スイス・ギムナジウムにエドガーとアランが転入してきたことを知る。同年マルグリットと結婚し、翌年、共著で『バンパネラ狩り（ハント）』を発表する。
ドクトル・ドド（17??年 - 18??年）
ヘンリー・エヴァンズ伯爵の友人で医師。オズワルド・オー・エヴァンズの遺書と、館に現れたエドガーとメリーベルに興味を持ち、2人が去った後、2人の滞在中のできごとや2人の過去に関係があると思われることなどを手記にまとめる。
リデラード（リデル）・ソドサ（1877年 - 19??年）
エドガーとアランに育てられた少女。黒髪で人形のような容姿だっため、2人から「リデル人形」と呼ばれていた。2歳のときに貴族の両親をエドガーに殺害された後、エドガーに拾われた（本人は両親をエドガーに殺されたことは認識していない）。以後、エドガーとアランとともに暮らす。10歳のときに祖母に引き渡され、その後は普通の人間としての生涯を送る。
1940年、ジョン・オービンにエドガーのことを話す。没年は不明だが、1966年の時点では既に亡くなっている。
テオドール・プロニス（1945年 - ）
ガブリエル・スイス・ギムナジウムの4年生のときにエドガーとアランが転入してきたクラスの委員長。まじめで堅物な一方、黒魔術や魔物好きという趣味を持つ。エドガーによりバンパネラ化した級友マチアスに同じく級友のキリアン・ブルンスウィッグが血を吸われかけたところを、枯れ枝でマチアスを刺し貫き消滅させる。以後、血液の研究のため、1966年時点ではボンの大学に通っていた。同年、クエントン館での集会で、マチアスを消滅させた経緯を証言する。
ジョン・オービン（1900年 - ）
魔法と魔物を信じる者。自称魔法使いで、髪を長く伸ばしている。1934年にエドガーと出会い、彼が魔物であると信じて、以後の生涯をエドガーの追跡に費やす。1966年にクエントン館でエドガーたちに出会った人々をそろえて集会を行うが、火災によりシャーロッテ・エヴァンズが死亡、館とともにランプトンの絵や多くの証拠を焼失する。
1976年、シャーロッテの妹、エディスの前に現れたエドガーに再会するが、エヴァンズ家の火災でエドガーが燃えてしまったものと思い、もう二度と会えないと嘆き悲しむ。その後、吸血鬼伝説『はるかなる一族』を執筆、刊行する。
2000年、クエントン館でアーサー・トマス・クエントン卿に（本人とは知らずに）出会う。

### エヴァンズ家 系譜
主要登場人物のうち、エヴァンズ家の血縁関係を示す。詳細は「ランプトンは語る」を参照のこと。
| メリーウェザー | メリーウェザー | メリーウェザー | メリーウェザー | メリーウェザー | メリーウェザー |  |  | エドガー   | エドガー   | エドガー   | エドガー   | エドガー   | エドガー   |  |  |              |              |              |              |              |              |  |  |          |          |          |          |          |          |  |  |         |         |         |         |         |         |  |  |  |  |              |  |
| メリーウェザー | メリーウェザー | メリーウェザー | メリーウェザー | メリーウェザー | メリーウェザー |  |  | エドガー   | エドガー   | エドガー   | エドガー   | エドガー   | エドガー   |  |  |              |              |              |              |              |              |  |  |          |          |          |          |          |          |  |  |         |         |         |         |         |         |  |  |  |  |              |  |
|                |                |                |                |                |                |  |  |            |            |            |            |            |            |  |  |              |              |              |              |              |              |  |  |          |          |          |          |          |          |  |  |         |         |         |         |         |         |  |  |  |  |              |  |
|                |                |                |                |                |                |  |  |            |            |            |            |            |            |  |  |              |              |              |              |              |              |  |  |          |          |          |          |          |          |  |  |         |         |         |         |         |         |  |  |  |  |              |  |
|                |                |                |                |                |                |  |  | メリーベル |            |            |            |            |            |  |  |              |              |              |              |              |              |  |  |          |          |          |          |          |          |  |  |         |         |         |         |         |         |  |  |  |  |              |  |
|                |                |                |                |                |                |  |  |            |            |            |            |            |            |  |  |              |              |              |              |              |              |  |  |          |          |          |          |          |          |  |  |         |         |         |         |         |         |  |  |  |  |              |  |
| エヴァンズ伯爵 |                |                |                |                |                |  |  |            |            |            |            |            |            |  |  |              |              |              |              |              |              |  |  |          |          |          |          |          |          |  |  |         |         |         |         |         |         |  |  |  |  |              |  |
|                |                |                |                |                |                |  |  |            |            |            |            |            |            |  |  |              |              |              |              |              |              |  |  |          |          |          |          |          |          |  |  |         |         |         |         |         |         |  |  |  |  | シャーロッテ |  |
|                |                |                |                |                |                |  |  |            |            |            |            |            |            |  |  |              |              |              |              |              |              |  |  |          |          |          |          |          |          |  |  |         |         |         |         |         |         |  |  |  |  |              |  |
|                |                |                |                |                |                |  |  | オズワルド | オズワルド | オズワルド | オズワルド | オズワルド | オズワルド |  |  | クリフォード | クリフォード | クリフォード | クリフォード | クリフォード | クリフォード |  |  | ヘンリー | ヘンリー | ヘンリー | ヘンリー | ヘンリー | ヘンリー |  |  | （4代） | （4代） | （4代） | （4代） | （4代） | （4代） |  |  |  |  |              |  |
|                |                |                |                |                |                |  |  |            | オズワルド | オズワルド | オズワルド | オズワルド | オズワルド |  |  | クリフォード | クリフォード | クリフォード | クリフォード | クリフォード | クリフォード |  |  | ヘンリー | ヘンリー | ヘンリー | ヘンリー | ヘンリー | ヘンリー |  |  | （4代） | （4代） | （4代） | （4代） | （4代） | （4代） |  |  |  |  |              |  |
|                |                |                |                |                |                |  |  |            |            |            |            |            |            |  |  |              |              |              |              |              |              |  |  |          |          |          |          |          |          |  |  |         |         |         |         |         |         |  |  |  |  | エディス     |  |
|                |                |                |                |                |                |  |  |            |            |            |            |            |            |  |  |              |              |              |              |              |              |  |  |          |          |          |          |          |          |  |  |         |         |         |         |         |         |  |  |  |  |              |  |
| 伯爵夫人       | 伯爵夫人       | 伯爵夫人       | 伯爵夫人       | 伯爵夫人       | 伯爵夫人       |  |  | ユーシス   | ユーシス   | ユーシス   | ユーシス   | ユーシス   | ユーシス   |  |  |              |              |              |              |              |              |  |  |          |          |          |          |          |          |  |  |         |         |         |         |         |         |  |  |  |  |              |  |
| 伯爵夫人       | 伯爵夫人       | 伯爵夫人       | 伯爵夫人       | 伯爵夫人       | 伯爵夫人       |  |  | ユーシス   | ユーシス   | ユーシス   | ユーシス   | ユーシス   | ユーシス   |  |  |              |              |              |              |              |              |  |  |          |          |          |          |          |          |  |  |         |         |         |         |         |         |  |  |  |  |              |  |

## 年表
- 1740年5月12日 - エドガー（エドガー・ポーツネル）の誕生。
- 1744年
  - メリーベル（メリーベル・ポーツネル）の誕生。メリーウェザーの死去。
  - エドガー（4歳）とメリーベルが、エヴァンズ伯爵夫人の命でイルリー乳母によって森に捨てられる。老ハンナ・ポーがエドガーとメリーベルを拾う。（「メリーベルと銀のばら」）
- 1751年
  - フランク・ポーツネル男爵とシーラ（20歳）が結婚。
  - シーラがバンパネラ化する。
  - 儀式を見たエドガー（11歳）が、20歳になると一族に加わると約束させられる。
  - メリーベル（7歳）、アート男爵家の養女になる。（「メリーベルと銀のばら」）
- 1754年 - 老ハンナ・ポーが消滅する。エドガー（14歳）が大老（キング）ポーによってバンパネラ化する。エドガー、スコッティの村を追われてポーツネル男爵夫妻と町へ移る。（「メリーベルと銀のばら」）
- 1757年
  - メリーベル（13歳）、オズワルド・オー・エヴァンズ（22歳）とユーシス・エヴァンズに会う。
  - ユーシス・エヴァンズが自殺。
  - メリーベルがエヴァンズ家の養女になる。
  - メリーベル、エドガーに連れられてバンパネラになる。（「メリーベルと銀のばら」）
  - オズワルドがマドンナと結婚。
- 1780年 - オズワルド・オー・エヴァンズが遺書を残して死去する。
- 1783年 - クリフォード・エヴァンズ、館を図書館として市に寄贈する。
- 1810年 - クリフォード・エヴァンズが、息子ヘンリー・エヴァンズにオズワルド・オー・エヴァンズの遺書を託して死去する。
- 1815年 - エドガーとメリーベル、チャールズ（14歳）の近所に滞在する。（「すきとおった銀の髪」）[+ 18]
- 1820年1月 - エドガーとメリーベル、ヘンリー・エヴァンズの館に滞在する。（「エヴァンズの遺書」）
- 1845年 - エドガーとメリーベル、チャールズ（44歳）に会う。（「すきとおった銀の髪」）[+ 19]
- 1865年
  - 7月7日 - グレンスミス・ロングバード男爵（20歳のころ）、ポーの村で2夜を過ごす。（「ポーの村」）
  - アラン・トワイライトの誕生。
- 1873年 - アラン（8歳）の父親とアランの婚約者ロゼッティ・エンライト（7歳）が港で事故死する。
- 1879年
  - エドガーとメリーベル、ポーツネル男爵夫妻とポーの村からシティへ移る。
  - エドガーとメリーベル、アラン（14歳）と出会う。
  - メリーベルがクリフォード医師に撃たれて消滅する。ポーツネル男爵夫妻も消滅。エドガーがクリフォード医師を撃つ。
  - アランが、エドガーに連れられてバンパネラになる。（「ポーの一族」）
  - エドガー、アランを連れてウィッシュ村へ移る。
  - リデルが、森でエドガーとアランと暮らし始める。（「ペニー・レイン」）
- 1887年春 - リデル（10歳）が、エドガーおよびアランと別れて祖母と暮らし始める。（「リデル・森の中」）
- 1888年
  - 9月1日 - エドガーとアラン、レスター近郊の館でアーサー・トマス・クエントン卿と出会う。（「秘密の花園」）
  - シルバーがクエントン館に身を寄せるエドガーを訪ねてくる。（「秘密の花園」）
  - 9月30日 - クエントン卿がエドガーの絵を描き始める（1889年4月15日に描き終わる）。（「ランプトンは語る」）
- 1889年
  - 喀血して死に瀕したクエントン卿は、エドガーが呼び寄せたポーの村の村長のクロエやシルバーたちの立会いのもと、一族に加わる。（「秘密の花園」）
  - 8月21日 - クエントン卿（33歳）の死去。（「ランプトンは語る」）（「秘密の花園」）
  - 1か月後、墓地で掘り返された棺の中は空になっており、クエントン卿はエドガー、アラン、シルバーと合流する。（「秘密の花園」）
- 時代不詳[+ 20] - エドガーがエルゼリ・バードと会う。（「はるかな国の花や小鳥」）
- 1899年12月25日 - グレンスミス・ロングバード男爵の死去。（「グレンスミスの日記」）
- 1900年 - グレンスミスの娘エリザベス・ロングバードが、トニーと結婚し、ドイツに渡る。（「グレンスミスの日記」）
- 時代不詳[+ 21][+ 22] - エドガーとアラン、ポリスター卿に会うためにロンドンを訪れる。その後、ラトランドへ行く。（「ピカデリー7時」）
- 1914年7月 - 第一次世界大戦勃発。トニーが戦死する。
- 1921年
  - 1月 - エリザベスの次女ユーリエ（17歳）が死去。
  - 6月 - エリザベスの長女ジュリエッタが結婚。
- 1922年 - エリザベスの三女アンナ（17歳）、ピエール・ヘッセンと結婚する。
- 1923年 - アンナ・ヘッセンの長男ピエールが誕生。
- 1924年 - アンナ・ヘッセンの長女エレーナが誕生。
- 1925年 - エドガーとアラン、パリ万国博覧会で同族異種の吸血鬼ファルカと出会う。（「春の夢」）
- 時代不詳[+ 23][+ 24][+ 25] - アラン、カレンとジューンに会う。エドガーとアランがリトルヘブンでポラスト先生に会い、ドーバー海峡を越える。（「一週間」）
- 1932年 - アンナ・ヘッセンの四女マルグリットが誕生。
- 1933年 - アンナ・ヘッセンの次女ベルタが死亡。
- 1934年 - ジョン・オービン（34歳）、ロンドンでエドガーに会う。（「ホームズの帽子」）
- 1940年 - ジョン・オービン、リデルにエドガーの話を聞く。（「リデル・森の中」）
- 1942年 - マルグリット・ヘッセン、祖母エリザベスからグレンスミスの日記の話を聞く。（「グレンスミスの日記」）
- 1944年
  - 1月 - エドガーとアラン、ウェールズ地方のアングルシー島でドイツから来た少女ブランカと、彼女が身を寄せるダン・オットマー一家と出会う。ファルカと再会する。
  - ポーの村からの使者であるクロエやシルバーらがエドガーを訪れる。エドガー、大老（キング）ポーと再会する。ダン・オットマーが死後、目覚めて不死の一族“ルチオ”の祖先のサルヴァトーレとともに去る。
  - ブランカが瀕死の重傷を負い、ファルカにより彼の一族に加えられる。（「春の夢」）
- 1945年 - ジョン・オービン、エヴァンズ図書館でオズワルド・オー・エヴァンズの遺書とドクトル・ドドの手記を発見する。（「ランプトンは語る」）
- 194?年（1952年夏にかけて） - エドガーとアラン、ミッドランドでロビン・カーに会う。（「ランプトンは語る」）
- 1950年8月21日 - ドン・マーシャルが、レスターへ旅行中にクエントン卿の館でエドガーを描いた絵を発見。国定公園の文化記念館でエドガー、アランと1夜を過ごす。（「ランプトンは語る」）
- 1952年 - ロビン・カー、両親が離婚したことで母親とリバプールへ移る。ロビン・カー、父親に連れられてスイスへ移る。ロビン・カーの父、ロビンを西ドイツのガブリエル・スイス・ギムナジウムに残して再婚し、イタリアへ移る。（「小鳥の巣」）
- 1953年 - ドン・マーシャル、同人誌に「ランプトン」を発表。（「ランプトンは語る」）
- 1957年
  - 5月 - ロビン・カー（12歳）が創立記念祭の前日に張り出し窓から墜落死する[+ 26]。
  - エドガーとアラン、ロビン・カーを迎えにリバプールへ向かう。
  - エドガーとアラン、ロビン・カーを追ってスイスへ向かう。（「小鳥の巣」）
- 1958年
  - 2月 - 謝肉祭前のベネチアで、エドガーとアランが、ブランカとファルカ、ダン・オットマー、サルヴァトーレと再会する。大老（キング）ポーから直接血を受け、のちにポーの村から追放された“ダイモン”と名乗る男、バリー・ツイストに出会う。ルチオ一族の始祖であるシスター・ベルナドットと出会う。（「ユニコーン」）
  - 5月 - ガブリエル・スイスが、ギムナジウム創立記念祭の前日に水死する[+ 27]。（「小鳥の巣」）
- 1959年
  - 3月 - エドガーとアラン、ガブリエル・スイス・ギムナジウムに転入する。（「ポーの一族」「小鳥の巣」）
  - マルグリット・ヘッセンの甥ルイス・バードが、グレンスミスの日記の話を聞き、エドガーにメリーベルのことを尋ねる。（「グレンスミスの日記」）
  - 5月 - エドガーとアランがマチアスを一族に加えようとする。ロビン・カーの死体が発見される。キリアン・ブルンスウィッグが、目覚めたマチアスにかまれる。テオドール・プロニスに枯れ枝を突き刺されてマチアスが消滅。エドガーとアランが転校する。（「小鳥の巣」）
- 1960年 - グレンスミスの曾孫マルグリット・ヘッセンが『グレンスミスの日記』を発表。（「ランプトンは語る」）
- 1963年 - ロンドン郊外でアランがバリーと再会する。（「ユニコーン」）
- 1964年 - ドン・マーシャル（36歳）、マルグリット・ヘッセンと結婚。（「ランプトンは語る」）
- 1965年
  - 夏 - ドン・マーシャルとマルグリットが『バンパネラ狩り（ハント）』を発表。
  - ジョン・オービンがクエントン卿の館を購入。（「ランプトンは語る」）
- 1966年
  - 春 - ルイス・バードがキリアン・ブルンスウィッグと共にテオドール・プロニスを訪ねる。（「ランプトンは語る」）
  - 7月 - ジョン・オービン、クエントン卿の館で集会を開く。館が出火し、シャーロッテ・エヴァンズ（14歳）が死亡。（「ランプトンは語る」）
- 1975年6月 - ロンドンで、エドガーはクロエと、アランはバリーと再会する。（「ユニコーン」）
- 1976年
  - エドガーとアラン、ロンドンでエディス・エヴァンズ（14歳）に会う。
  - アランが、ストラスフォードのクエントン卿からもらった絵をエディス・エヴァンズに渡す。
  - ジョン・オービンがエドガーと再会。
  - アランが消滅する[+ 28][+ 29]。
  - ジョン・オービン、クエントン卿によく似た人物（アーサー）を目撃。（「エディス」）
- 2000年7月1日 - 100歳になるジョン・オービンは、クエントン館で本人とは知らずにクエントン卿と会う。クエントン卿をファルカとブランカが訪ねてくる。（「秘密の花園」）
- 2015年暮れ - エドガーがクエントン卿を訪ねる。（「ユニコーン」）
- 2016年
  - エドガー、ミュンヘンでファルカ、シルバー、バリーと再会する。（「ユニコーン」）
  - エドガー、ベニスで大老ポーとシスター・ベルナドットと再会、アルゴスと出会う。ヨークに移動後、「炎の剣」の炎と「青い壺」の青い霧を浴びたアラン、蘇る。（「青のパンドラ」）

## バンパネラ

### 本作オリジナル
本作が吸血鬼の一種と設定している「バンパネラ」についてであるが、現実世界における吸血鬼伝説では、このような固有名詞で呼ばれる吸血鬼の一群も一類型も存在しない。作者は「バンパネラ」という名称について次のように語っている。
元の言葉もここでは明かされていないが、要するに英語の "vampire" かそれに近い語を読み間違えて「バンパネラ」と日本語音写してしまったということであろう。そういったことで、この名称は本作に限って通用するものであったが、21世紀前期前半には VAMPANERA（ヴァンパネラ）なる名称が音楽バンドの名前に使われているのを確認できる（※2020年記述）。また、本作の英語翻訳版では、「バンパネラ」は "vampirnella(s)" もしくは "vampanella(s)" と綴られており、"vampire(s)" のことであるとの注釈がされている。

### 起源
一方、作品中のこととしては、「バンパネラ」という固有名詞の由来について「春の夢」の中で語られている。それはエドガーとファルカの会話で、「（バンパネラというのは、）エトルリアあたりの方言と聞いた」「滅びた国の滅びた言葉だろう」という内容である。これからすると、元々は古代地中海世界における吸血鬼を指す言葉で、エトルリア人によって言い伝えられた後、歴史どおりであれば古代ローマを通じて後世へと引き継がれ、エドガー達の時代にまで伝わったということになる。

### 特徴
バンパネラは、人間の血を吸うほかは、赤い薔薇やそのエキスを食用とし、基本的にそれ以外の食べ物は摂取しない。また、ある程度の技量があれば、相手をバンパネラ化させることなく血を吸うことができ、触れるだけで生気を吸い取れるという（「ポーの村」）。ただし、血を吸われた者がバンパネラ化しなかった場合、バンパネラの因子が体内に潜伏して子孫の代で発現する可能性がある（「小鳥の巣」）。また、バンパネラ同士で血を分け合うといった描写も見られる。
吸血鬼は鏡に映らないという伝承があるが、バンパネラ達は鏡に映るよう偽装することができる（「ポーの一族」）。本来は呼吸・脈拍・体温も持たないが、これらも偽装できる。ただし、大怪我をするなど体力が弱っているときの偽装では、脈拍と体温が通常の人間のものより抑えられたものになってしまう（「エヴァンズの遺書」）。
吸血鬼の弱点との言い伝えがある太陽光は平気で、日中でも出歩いている。十字架や聖書も慣れることである程度苦手を克服できるが、十字架そのものよりも、それに籠められた信仰が彼らにとっての脅威となる。銀の弾丸や杭またはこれに類する先の尖った物で胸を貫かれると消滅する。
「春の夢」にてポーの一族以外の吸血鬼が初めて登場し、同じ吸血鬼であっても血統によって能力に違いがあることが明らかにされた。ポーの一族は眠って過ごす者が多く、また、ヴァンピールのファルカはエドガーにはない空間を越える能力を持っている。ただし、空間を越える能力はのちにエドガーも発現したため、ファルカの能力が血統による固有の能力か、全ての吸血鬼が具える潜在的能力なのかは判然としない。

## 「ポーの一族」構想メモ
「ポーの一族」、「メリーベルと銀のばら」、「小鳥の巣」の3部作の構想を作者がノートに記したもの。作者は「最初この3部作を描きあげれば終わるはずだったのですが、やっているうちにアイデアが次々浮かんできて、時間のあいまを埋めていくようにストーリーが膨らんできました」と語っている。
この構想メモには、アランの名字はトワイライトではなく「トワイニング」、ポーツネル男爵夫人の名前はシーラではなく「デライラ」、ユーシスは「ユリアーノ」、エヴァンズ伯爵は「デュラン伯爵」と記されている。
なお、「小鳥の巣」にはキリアン・ブルンスウィッグやマチアス、ロビン・カーなどの主要登場人物の名前はなく、後に『トーマの心臓』に登場するオスカー・ライザー（キリアン役）や『11月のギムナジウム』に登場するフリーデル委員長の名前が記され、さらに「レオンハルト」（マチアス役）という名前が記された少年には『トーマの心臓』のエーリク・フリューリンクのイラストが描かれており、構想段階ではこれらの作品が作者の中ではまだ明確に分かれていなかったようである。

## 作品の補足
1. ↑  『CREA』1992年9月号「特集THE少女マンガ!! 夢の永久保存版」のインタビューに、長編連載をやるには早すぎると編集から「待った」がかかったため、「すきとおった銀の髪」などの短編を小出しに描き、そんなにやりたいのならとようやく編集から了解が出たことが語られている。
2. ↑  『週刊少女コミック』（小学館）1976年3月28日号の『ポーの一族』とじ込みポスター裏面「萩尾望都の素顔初公開!!」に、「ポーの村」について「シリーズを続けるきっかけに！」と記されている。
3. ↑  『別冊少女コミック』1972年9月号掲載の「ポーの一族」第1話1ページ目に「不死の生命を持つバンパネラ……その一族を描く3部作〈第1話〉」と記されている。
4. ↑  『別冊少女コミック』1972年10月号掲載の「ポーの一族」第2話最終ページに「次回は最終回」との予告が記されていることから、その時点では11月号で終了する予定であった。
5. ↑  『別冊少女コミック』1973年1月号掲載の「メリーベルと銀のばら」第1話見開き扉ページに「『ポーの一族』のシリーズにひきつづいて、『メリーベルと銀のばら』を、4回にわたってお贈りする、萩尾望都先生の連作長編!!」と記されていることから、その時点では4月号で終了する予定であった。
6. ↑  エドガーがバンパネラ化した直後の話は作品が単行本化された際に加筆されたもので、雑誌連載時には割愛されている。
7. ↑  『別冊少女コミック』1975年5月号掲載の6月号の予告ページには「一週間（仮題）」と記され、そこにリデル（らしき少女）のイラストが描かれている。「リデル・森の中」の構想作品を「一週間（仮題）」としていただけなのか、あるいは「一週間」にリデルが登場する予定であったのかは不明。
8. ↑  掲載号である『週刊少女コミック』1975年37号のもくじページに、「華麗なるタッチで描く"ポーの一族"番外編!!」と記されている。
9. ↑  掲載号である『月刊フラワーズ』2020年7月号の表紙には「ショート番外編」、本編ページともくじページには「番外編」と記されている。
10. ↑  掲載号である『月刊フラワーズ』2021年2月号の表紙と本編ページおよびもくじページには「番外編」、本編ページ冒頭には「新春おとしだまショート」と記されている。
11. ↑  掲載号である『月刊フラワーズ』2021年12月号の本編ページには「特別ショートストーリー」と記されている。
12. ↑  「すきとおった銀の髪」掲載号の前月号に、エドガーとメリーベルのイラストと吸血鬼の一族に寄せる詩が掲載されている。ページの隅には「筆者は吸血鬼（バンパイア）の兄妹のお話をかきたくてうずうずしてるのです。12.10」と手書きで記されている。
13. ↑  「エヴァンズの遺書」前編掲載号の前月号に、エドガーとメリーベルとアランのイラストが描かれ、この後連載される予定の「エヴァンズの遺書」以降の作品がダイジェストに紹介されている。
14. ↑  「秘密の花園」の中でその経緯が明らかにされている。
15. ↑  「ユニコーン」の中でアーサー・トマス・クエントン卿と明記されている。
16. ↑  単行本『ポーの一族 春の夢』65ページには「オレはたかだか800年ほどさ」と述べ、120ページには「その姿になって何年だ？」とのエドガーの問いに「600年ぐらいか？」と答えているため、矛盾が生じているが、便宜上、前者に基づき「11??年」と記述。
17. ↑  「光」を意味する。
18. ↑  『萩尾望都の世界 テレビランド増刊 イラストアルバム(6)』（徳間書店 1978年）の「ポーの一族 年表」に「1815 チャールズ、メリーベルと会う」と記されている。
19. ↑  『萩尾望都の世界 テレビランド増刊 イラストアルバム(6)』（徳間書店 1978年）の「ポーの一族 年表」に「1845 年老いたチャールズ、変わらぬメリーベルと会う」と記されている。
20. ↑  『月刊フラワーズ』2017年3月号に掲載の「ポーの一族ヒストリー」に「時代不詳」と記載されている。
21. ↑  『月刊フラワーズ』2017年3月号に掲載の「ポーの一族ヒストリー」に「時代不詳」と記載されている。
22. ↑  『別冊少女コミック』1974年12月号の1ページ劇場「ポーの伝説によせて」に、作者は「戦争のすこしまえ ロンドンで殺人事件が起こりましたが 死体が見つかりませんでした」と記している。
23. ↑  『月刊フラワーズ』2017年3月号に掲載の「ポーの一族ヒストリー」に「時代不詳」と記載されている。
24. ↑  「一週間」について、『萩尾望都マンガの魅力』（鈴木志郎康著 清山社 1978年）、『ぱふ』特集萩尾望都（清彗社 1980年）、『「ポーの一族」の秘密』（名作少女マンガ研究会 データハウス 1996年 ISBN 4-88718-389-5）、『マンガ夜話』Vol.2 萩尾望都「ポーの一族」・大島弓子「秋日子かく語りき」・岡崎京子「pink」（キネマ旬報社 1999年 ISBN 4-87376-504-8）のいずれにも1959年、または「一週間」の後「小鳥の巣」に続くと記されているが、いずれにもその根拠は記されていない。おそらくイギリス以外の外国を舞台にした作品が「小鳥の巣」（と「グレンスミスの日記」）しかないことから、エドガーたちがドーバーを越えたのはこのときしかないと考えたことによるものだろうが、例えばエドガー自身が「小鳥の巣」の中で「まえにきた時は東西に別れてなかったのにな」と語っている（ドイツが東西に分裂したのは1948年）。つまりエドガーたちは1948年以前にもドイツに来ており、ドーバーを越えたのが1959年に限定される理由はない。
25. ↑  『女の下着の歴史』（セシル・サンローラン著、深井晃子訳 文化出版局 1981年）に「1928年、モードは一つの極限に達した。（中略）すなわちパンティ時代の到来へと向かっていく。」とあり、カレンがズロースをはいているこの作品は、それより以前の話であることが確認できる。
26. ↑  事故死なのか自殺なのかは不明。
27. ↑  作品の中ではおぼれたというだけで死んだとの記載はない。しかし、『別冊少女コミック』1973年6月号掲載の「小鳥の巣」第3話冒頭のあらすじに「この学校にはへんな伝説があった。2年まえロビン・カーという少年が張り出し窓から川へ落ち、それからその幽霊がでて毎年同じ日にだれかが死ぬというのだ。」と記載されており、ロビン・カー以後「同じ日にだれかが死ぬ」に該当するのは、この時点ではガブリエル・スイス以外にはいない。
28. ↑  『別冊少女コミック』1974年12月号の1ページ劇場「ポーの伝説によせて」の最後に、作者は「炎のなかで ひとりの少年が 燃えて消滅しました」と記している。
29. ↑  「エディス」連載終了直後の『別冊少女コミック』1976年8月号の「少年たちは今どこに!?」（作者と羽仁未央との対談）で次のやりとりがある。
未央「ところで6月号の『エディス』では、アランが燃えてしまったでしょう。あたしの理想の人を殺しちゃうなんて、ひどいわー!!」
萩尾「ああいう男の子が理想なの？ わたしはエドガーのほうが好きなんだけれど……」
（中略）
未央「アランは消滅してしまったんだけど、エドガーは？」
萩尾「ふっふっふっ……。エドガーは大好きだから絶対に殺さないのじゃ。これ、作者の特権ね（笑）。」
30. ↑  「小鳥の巣」のラストで、マチアスに血を吸われたキリアン・ブルンスウィッグについて、「バンパネラの血はキリアンの体内に深くしずんで存在した。それは潜在的な因子として子孫にうけつがれてゆき……。」と記されている。ただし、それはキリアンに限らず、「ポーの村」のグレンスミス、「エヴァンズの遺書」のアーネスト、さらにはグレンスミスの子孫であるマルグリット・ヘッセンやルイス・バードにもあてはまることである。

## 登場人物名の由来
- バンパネラの一族を指す名前である「ポー」と、エドガーとアランの名前は、エドガー・アラン・ポーに由来する[注 10]。
- メリーベルの名前の由来は作者によって明らかにされていなかったため、エドガー・アラン・ポーに13歳で嫁いだ妻ヴァージニアのことをポーがつづった詩「アナベル・リー」が由来であるとする説[16]や、「ベッシー・ベルとメリー・グレー」というマザーグースが由来であるという説[17]などがあった。しかし、2018年4月、作者によって「「メリーベル」は「メリー××」にしたいと思ったから。「メリーベル」のベル (belle) には「美しい」という意味が含まれているので、自分でもぴったりとしたものがつけられたと思った。」と明らかにされた[18]。
- 「小鳥の巣」に登場する委員長テオドール・プロニスの名前について、作者は「名前というものあれこれ」というエッセイ[19]の中で、水野英子の『エーデルワイス』の主人公「テオドール」に由来する旨を記している。
- リデルとシャーロッテ・エヴァンズ、エディス・エヴァンズの名前について、『不思議の国のアリス』のモデルであるアリス・プレザンス・リデル（Alice Pleasance Liddell）とその姉ロリーナ・シャーロッテ・リデル（Lorina Charlotte Liddell）および妹エディス・メアリィ・リデル（Edith Mary Liddell）の名前が由来であるとの推測に基づき、『不思議の国のアリス』と『ポーの一族』とに密接な関係があると説く研究がある[16]。

## 作品の舞台（登場する主な地名）
- ロンドン

イギリスおよびイングランドの首都ロンドン。
「メリーベルと銀のばら」の後半、「エヴァンズの遺書」のラスト、「ピカデリー7時」「ホームズの帽子」「エディス」の主舞台となる。
物騒な町でいつも事件ばかり起こっているが（「メリーベルと銀のばら」でのポーツネル男爵談）、陰気だが派手に遊べるところもある（「エヴァンズの遺書」でのロジャー・エヴァンズ談）。
- スコッティ村

「メリーベルと銀のばら」の前半の舞台。エドガーとメリーベルが育てられた村。
「ポーの一族」構想メモでは当初「ロビン村」という名称であった。場所は「イギリス、山間」と記されているだけで、それ以上どのあたりに所在するのか不明であったが、「ユニコーン」でのエドガーの台詞からウェールズに所在していたことが判明した。
- ドーバー

ドーバー海峡のイギリス側の港町ドーバー。対岸のフランス側の港町がカレーで、フランス側ではこの海峡をカレー海峡と呼んでいる。
「ポーの一族」では「市（シティ）」と呼ばれるだけで地名が明らかにされていないが、「ポーの一族」構想メモには「イギリス、ドーバー」と記されている。
- リトル・ヘヴン

「エヴァンズの遺書」でエドガーはポーツネル男爵たちが待つリトル・ヘヴンのホテルに向かう途中、馬車が崖から落ち、ヘンリー・エヴァンズ伯爵の館で看護される。イギリスのどのあたりに所在するのかは不明。
「一週間」の中で、エドガーがアランに「リトルヘブンまで行ってドーバーをこえるよ」と語っているが、この「リトルヘブン」と「エヴァンズの遺書」の「リトル・ヘヴン」が同一の地名であるかは不明。
「一週間」のリトルヘブンは、のんびりと馬車でリトルヘブンに向かってそこからドーバーに行こうというぐらいだから、ドーバーまでそう遠くない場所に位置していると思われる。
- ラトランド

ミッドランド地方（イングランド中央部）の東に位置するイングランド最小の州ラトランド。1974年に西隣のレスターシャーに併合されたが、1997年に再び一州として独立した。
ラトランドのどこかにポーの村の入り口があると考え、「ピカデリー7時」のラストでエドガーとアランはラトランドに向かう。
「ポーの村」でグレンスミスはラトランド伯の招きでサン・ダウン城を訪れポーの村に迷い込むことから、ラトランドはラトランド伯の所領地であったと考えられる。
ただし、「春の夢」でファルカは、ヨークシャーのどこかの谷にポーの村の入り口があるとの噂を聞いていると語っている。
- レスター

レスターシャーの中心都市レスター。シェイクスピアのリア王と王女たちの故郷と言われている。
「秘密の花園」の中で、エドガーはレスターに向かう途中で川に落ちたアランを休ませるため、近くのクエントン館を訪れて当主のアーサー・トマス・クエントン卿の元に身を寄せている。
「ランプトンは語る」の中で、ドン・マーシャルはレスターに向かう途中雷雨に遭い、飛び込んだクエントン館で顔だけエドガーのランプトンの複製画を見つけている。
- ウィッシュ村

「ペニー・レイン」でエドガーが立ち寄った村。イギリスのどこに所在するのかは不明。
エドガーたちはこの村を半年ほど前に通ったとあることから、ポーの村を出た後のことと思われる。ポーの村がラトランドのどこかにあるとして、また「ポーの一族」の舞台が構想どおりドーバーであれば、ウィッシュの村はラトランドとドーバーの間に位置することになる。
- ベルリン

ドイツの首都ベルリン。
グレンスミスの娘エリザベスはトニーと結婚して北海を渡り、ベルリンで暮らす。（「グレンスミスの日記」）
キリアン・ブルンスウィッグは幼少のころベルリン郊外の家に住んでいて、そこで戦車の群れを見た。（「小鳥の巣」）
- ブレーメン

グリム童話にゆかりのある町を結ぶドイツ・メルヘン街道の終点に位置する都市ブレーメン。「ブレーメンの音楽隊」で知られる。
エリザベスの三女アンナがピエール・ヘッセンと結婚して、ブレーメンに移り住む。（「グレンスミスの日記」）
ヘッセン家は1942年にピエールの兄がいるツェレに引っ越すことになるが、その後再びブレーメンに戻ってきて、1959年にはマルグリット・ヘッセンが父ピエールと2人で暮らしている。
- ケルン

ドイツ西部、ベルギーの国境近くに位置する年ケルン、ケルン大聖堂で知られる。
「小鳥の巣」の舞台、ガブリエル・スイス・ギムナジウムが所在する地名は明らかにされていないが、ロビン・カーの死体を探すためにケルン市のほうまで川をさらったと上級生が語っていたり、創立祭の前日マチアスが家に帰る際「ケルンだからすぐだよ」と語っていることから、ケルン近郊に位置するのは間違いない。
「ポーの一族」構想メモには「小鳥の巣」の舞台は「西ドイツ、オーストリアの国境に近い高等中学」と記されているが、ケルンはベルギーの国境に近いので、構想から設定を変更したものと思われる。
- ボン

ケルンの南方に位置する都市ボン。東西ドイツが統一される以前、1949年から1990年まで西ドイツの首都であった。
「ランプトンは語る」の中で、ルイス・バードはボンの大学にテオドール・プロニスを訪ねている。
- ホービス市

「はるかな国の花や小鳥」でエルゼリ・バードを捨てた恋人、ハロルド・リーが住む町。イギリスのどのあたりに所在するか、また実在する地名であるのかも不明。
- ストラスフォード

「エディス」でアーサー・クエントン卿が住んでいた村。イギリスのどのあたりに所在するのか不明であったが、「ユニコーン」でのエドガーの台詞からイースト・サセックスに所在する村で、「ストラトフォード・ウェルズ」という名称であることが判明した。ただし、実在の村であるのか作品中の架空の村であるのかは不明。
- パリ

フランスの首都パリ。
エドガーとアランはパリ万国博覧会でファルカと出会う。（「春の夢」）
- アングルシー島

ウェールズ最大の島であるアングルシー島。
アングルシー島の村でエドガーとアランは、ドイツから来た少女・ブランカと彼女が身を寄せるダン・オットマー一家に出会い、ファルカや大老ポーと再会する。（「春の夢」）
- ハンブルク

ドイツ北部に位置する港湾都市ハンブルク。ベルリンに次ぐドイツ第2の都市である。
ブランカの一家は、以前ハンブルクに住んでいた。（「春の夢」）
- チェスター

イングランドの北西部、チェシャーの州都チェスター。
ブランカが身を寄せるオットマー家は昔、チェスターのワイン業者であった。エドガーは、チェスターのサンタ・ルチアホテルでポーの村からの使者・クロエたちと会う。（「春の夢」）
- ベネチア

イタリア北東部に位置する都市ヴェネツィア（表記揺れ：ベネチア、ほか）のことで、本作では「ベネチア」と表記している。また、舞台がイギリスのときは英語読みで「ベニス」と表記している。ラグーナに築かれた水の都で、運河が縦横に走る。
エドガーとアランは、この地で、ブランカとファルカ、ダン・オットマー、サルヴァトーレに再会する。また、“ミューズ”と名乗る男（バリー・ツイスト）とシスター・ベルナドットにも出会う。（「ユニコーン」）
- ミュンヘン

ドイツ南部にある都市ミュンヘン。バイエルン州最大の都市で、同州の州都。
エドガーは、ミュンヘンでファルカとシルバーに再会する。“ダイモン”と名乗る男（バリー・ツイスト）に出会う。（「ユニコーン」）
- ヨーク

イングランド北部ノース・ヨークシャーの単一自治体かつシティ、ヨーク。町の周囲は12世紀から14世紀にかけて築かれたという城壁に取り囲まれている。北ヨーロッパで最大のゴシック建築寺院であるヨーク・ミンスターが市の中央に位置する。
「青い壺」の中で、アランはマルチングラ塔の地下で、小さくなった体に大老ポーが振るう「炎の剣」の炎と「青い壺」から出た青い霧を浴びることにより蘇る。

## 作品中のマザーグース
『ポーの一族』には随所にマザーグースの詩の一節が用いられている。用いられている詩と作品は次のとおり。
1. ハンプティ・ダンプティ (Humpty Dumpty) 「メリーベルと銀のばら」
2. 誰が殺した？ クック・ロビン (Who killed Cock Robin?) 「小鳥の巣」
3. オレンジとレモン (Oranges and Lemons) 「ピカデリー7時」
4. ライオンとユニコーン (The Lion and the Unicorn) 「ペニー・レイン」
5. A - はアップルパイ (A was an apple-pie) 「はるかな国の花や小鳥」
6. 月曜日の子ども (Monday's Child is fair of face) 「一週間」
7. 世界中がアップルパイで (If all the world was apple-pie) 「一週間」
8. あめあめやめやめ (Rain,rain,go away) 「一週間」
9. ラバダバダ (Rub-a-dub-dub) 「一週間」
10. ジョージィポージィ (Georgie Porgie) 「一週間」

- 「クック・ロビン」は「Cock Robin」を「Cook Robin」と作者が見誤ってカナ表記したもので[注 11]、それがのちに『パタリロ!』（魔夜峰央著）の「クック・ロビン音頭」に引用され[注 12]一般化したものであると指摘されている[16]。
- 作者は「クックロビンは一体何をしでかしたんだ」というエッセイ[21]の中で、中公新書の『マザー・グースの唄』（平野敬一著、1972年）でマザーグースと出会ったことを記している。
- 1975年（昭和50年）から翌1976年（昭和51年）にかけて『マザー・グースのうた（全5集）』（谷川俊太郎訳、草思社）が出版されたことにより、マザーグースは一大ブームを迎え、『ポーの一族』でマザーグースを知ったファンによりマザーグースの読者層のひとつが形成されたとの記事が当時の毎日新聞に記されている[22]。谷川については「マザー・グース#谷川発のブーム」にも解説あり。
- 「一週間」に多数のマザーグースが用いられていることから、マザーグース研究家の鳥山淳子は「マザーグースを使いたいがために作り出した短編だと言ってもいいだろう」と記している[23]。
- 7.「世界中がアップルパイで」(If all the world was apple-pie) の最後の一節は「いったい何を飲めばいいんだ？」(What should we have to drink?) で、アランは作品中で「should」を「would」に変えて歌っている。また、これとそっくりな「もしもこの世が紙でできてて」(If all the world were paper) という別の詩があり、最後の一節がどちらも同じなことから、どちらの詩をアランが歌ったのか見解が分かれている[24]。

## 単行本・文庫本
- フラワーコミックス『ポーの一族』（全5巻）

第1巻 1974年6月1日初版発行 ISBN 4-09-130001-4
収録作品 「ポーの一族」、「ポーの村」、「グレンスミスの日記」、「すきとおった銀の髪」
第2巻 1974年7月1日初版発行 ISBN 4-09-130002-2
収録作品 「メリーベルと銀のばら」、他ポー・シリーズ以外2編（「ふしぎの国の人形たち」、「10月の少女たち」）
第3巻 1974年8月1日初版発行 ISBN 4-09-130003-0
収録作品 「小鳥の巣」、他ポー・シリーズ以外2編（「六月の声」、「妖精の子もり」）
第4巻 1976年2月5日初版発行 ISBN 4-09-130004-9
収録作品 「エヴァンズの遺書」、「ペニー・レイン」、「リデル・森の中」、「ランプトンは語る」
第5巻 1976年9月5日初版発行 ISBN 4-09-130005-7
収録作品 「ピカデリー7時」、「はるかな国の花や小鳥」、「ホームズの帽子」、「一週間」、「エディス」
- 萩尾望都作品集 第1期（全17巻中、第6巻 - 第9巻）

第6巻『ポーの一族1』 1977年11月10日初版発行 ISBN 4-09-178006-7
収録作品「ポーの一族」、「ポーの村」、「グレンスミスの日記」、「すきとおった銀の髪」、「はるかな国の花や小鳥」
第7巻『ポーの一族2』 1977年12月10日初版発行 ISBN 4-09-178007-5
収録作品 「メリーベルと銀のばら」、「エヴァンズの遺書」
第8巻『ポーの一族3』 1978年1月15日初版発行 ISBN 4-09-178008-3
収録作品 「ペニー・レイン」、「リデル・森の中」、「一週間」、「小鳥の巣」
第9巻『ポーの一族4』 1978年1月15日初版発行 ISBN 4-09-178009-1
収録作品 「ピカデリー7時」、「ホームズの帽子」、「ランプトンは語る」、「エディス」、ポーの一族名場面集（イラスト）、『とってもしあわせモトちゃん』番外編「ジョニーウォーカーくんのバラのものがたり」
- 小学館叢書『ポーの一族』（全3巻）

第1巻 1988年7月1日初版発行 ISBN 4-09-197061-3
収録作品 「すきとおった銀の髪」、「ポーの村」、「グレンスミスの日記」、「ポーの一族」、「メリーベルと銀のばら」
第2巻 1988年8月10日初版発行 ISBN 4-09-197062-1
収録作品 「小鳥の巣」、「ペニー・レイン」、「ピカデリー7時」、「はるかな国の花や小鳥」、「一週間」、他ポー・シリーズ以外3編（「モードリン」、「白き森白き少年の笛」、「ヴィオリータ」）
第3巻 1988年9月10日初版発行 ISBN 4-09-197063-X
収録作品 「エヴァンズの遺書」、「ランプトンは語る」、「リデル・森の中」、「ホームズの帽子」、「エディス」、他ポー・シリーズ以外4編（「白い鳥になった少女」、「妖精の子もり」、「雪の子」、「月蝕」）
- 小学館文庫『ポーの一族』（全3巻）

第1巻 1998年8月10日初版発行 ISBN 4-09-191251-6
収録作品 「ポーの一族」、「ポーの村」、「グレンスミスの日記」、「すきとおった銀の髪」、「ペニー・レイン」、「はるかな国の花や小鳥」、「リデル・森の中」、「一週間」
第2巻 1998年8月10日初版発行 ISBN 4-09-191252-4
収録作品 「メリーベルと銀のばら」、「エヴァンズの遺書」、「ピカデリー7時」、「ホームズの帽子」
第3巻 1998年8月10日初版発行 ISBN 4-09-191253-2
収録作品 「小鳥の巣」、「ランプトンは語る」、「エディス」、『とってもしあわせモトちゃん』番外編「ジョニーウォーカーくんのバラのものがたり」
- フラワーコミックススペシャル 萩尾望都Perfect Selection（全9巻中、第6巻-第7巻）

第6巻『ポーの一族I』 2007年12月1日初版発行 ISBN 978-4-09-131219-8
収録作品 「すきとおった銀の髪」、「ポーの村」、「グレンスミスの日記」、「ポーの一族」、「メリーベルと銀のばら」、「小鳥の巣」
第7巻『ポーの一族II』 2007年12月26日初版発行 ISBN 978-4-09-131220-4
収録作品 「エヴァンズの遺書」、「ペニー・レイン」、「リデル・森の中」、「ランプトンは語る」、「ピカデリー7時」、「はるかな国の花や小鳥」、「ホームズの帽子」、「一週間」、「エディス」
- フラワーコミックス『ポーの一族』復刻版（全5巻。各巻の背表紙に「復刻版」の記載がある。）

第1巻 2016年5月11日初版発行 ISBN 978-4-09-138400-3
収録作品 「ポーの一族」、「ポーの村」、「グレンスミスの日記」、「すきとおった銀の髪」
第2巻 2016年5月11日初版発行 ISBN 978-4-09-138409-6
収録作品 「メリーベルと銀のばら」、他ポー・シリーズ以外2編（「ふしぎの国の人形たち」、「10月の少女たち」）
第3巻 2016年5月11日初版発行 ISBN 978-4-09-138410-2
収録作品 「小鳥の巣」、他ポー・シリーズ以外2編（「六月の声」、「妖精の子もり」）
第4巻 2016年5月11日初版発行 ISBN 978-4-09-138414-0
収録作品 「エヴァンズの遺書」、「ペニー・レイン」、「リデル・森の中」、「ランプトンは語る」
第5巻 2016年5月11日初版発行 ISBN 978-4-09-138415-7
収録作品 「ピカデリー7時」、「はるかな国の花や小鳥」、「ホームズの帽子」、「一週間」、「エディス」
- フラワーコミックススペシャル『ポーの一族』復刻版 限定BOX

2016年5月11日初版発行 ISBN 978-4-09-941869-4
限定BOX内容 『ポーの一族』復刻版（全5巻。各巻の背表紙に「復刻版」の記載はない。）、特典ポストカード8枚
- 『ポーの一族 プレミアムエディション』

上巻 2019年3月3日初版発行 ISBN 978-4-09-179270-9
収録作品 「ポーの一族」、「すきとおった銀の髪」、「ポーの村」、「グレンスミスの日記」、「メリーベルと銀のばら」、「ペニー・レイン」、「リデル・森の中」、「はるかな国の花や小鳥」、「一週間」
下巻 2019年3月3日初版発行 ISBN 978-4-09-179277-8
収録作品 「小鳥の巣」、「エヴァンズの遺書」、「ランプトンは語る」、「ピカデリー7時」、「ホームズの帽子」、「エディス」
2016年以降に発表された作品は以下にまとめる。
- フラワーコミックススペシャル『ポーの一族 春の夢』（全1巻）

2017年7月15日発行（同年7月10日発売） ISBN 978-4-09-139560-3
- フラワーコミックススペシャル『ポーの一族 ユニコーン』（全1巻）

2019年7月15日発行（同年7月10日発売） ISBN 978-4-09-870579-5
- フラワーコミックススペシャル『ポーの一族 秘密の花園 I』

2020年11月15日発行（同年11月10日発売） ISBN 978-4-09-871208-3
収録作品 「秘密の花園」、「大英博物館マンガ展探訪記」、「月曜日はキライ」
- フラワーコミックススペシャル『ポーの一族 秘密の花園 2』

2021年11月15日発行（同年11月10日発売） ISBN 978-4-09-871499-5
収録作品 「秘密の花園」、「満月の夜」
- フラワーコミックススペシャル『ポーの一族 青のパンドラ I』

2023年2月14日発行（同年2月9日発売） ISBN 978-4-09-871889-4
収録作品 「青のパンドラ」、「火曜日はダイエット」

## パロディ作品

### 『とってもしあわせモトちゃん』番外編
作者の別作品のラブコメギャグ漫画『とってもしあわせモトちゃん』番外編「ジョニーウォーカーくんのバラのものがたり」には、自己パロディというべき、自称「ポーの一族のギャグタッチ」であるエロガー・ポーチネロが登場する。
ジョニー・ウォーカーは病気で寝ているガールフレンドのチェリーを見舞うため、バラを育てていた。おなかをすかせたエロガーはバラのつぼみを見つけると、モトちゃん（主人公であるかわいい生き物）に「咲いたら食べられる」という。これを見つけたジョニーは慌ててバラから追い払い、エロガーたちがおなかをすかせているのを見て食事を振る舞うが、エロガーは手を付けようとしない。そこでエロガーは自分の正体（バンパネラ）を明かし、ジョニーの血を吸おうとするが失敗。そのままジョニーの家に泊めてもらうが、翌朝花の咲いたバラを盗んでいってしまった。エロガーはバラを食べようとしたが、たまたま通りかかった家の少女（実はチェリー）がかわいかったので譲り、そのまま去っていった。
エロガーはエドガーをシニア（一世）、自らをジュニア（二世）と称したが、実際の関係は不明。

### 『ペーの一族』
東村アキコ著『ひまわりっ 〜健一レジェンド〜』の作品中で描かれる本作のパロディ作品。主人公の林アキコが勤める「南九州テレホン」お客様サービス課の副主任・猿渡が、女子高生時代に『ペーの一族』を描いて友人に見せる回想シーンに登場する。『ペーの一族』の主人公・林家ペーがエドガーの姿で描かれている。
著者は、「ストーリーは基本『ポーの一族』と一緒」で、「林家ペーが落語家だっていうことを最近の人は知らないじゃないですか。それというのは彼が、自分は林家一門っていうことを隠して生きているからだ...みたいなことだと思うんですよね。」ということから巻き起こるドラマだと、萩尾との対談で説明している。
作品中、林家三平に「ペー、テレビに映ってない!!」と怒鳴られ「テレビに映りたかったら、つねにこん平の後ろに回りこめ！」と言われたペーが、エドガーの姿で「笑っているふり...面白がっているふり...それくらいできるよ」とつぶやいたり、グレンスミスに模された人物が「...林家一門...」と愕然とするバックに「林家　林家　林家の一門」と記されている場面などが描かれている。

## ラジオドラマ

### ラジオドラマ ステレオ劇画「ポーの一族」
NHK-FMで1980年1月1日・1月6日に放送された。2023年1月29日・2月26日にNHKラジオ第1の番組『発掘!ラジオアーカイブス』にて再放送される予定。
第1回 「グレンスミスの日記」前編
第2回－5回 「ポーの一族」
第6回 「グレンスミスの日記」後編
- 出演
  - 男性役 - 安奈淳
  - エドガーと女性役 - 遥くらら
- 脚本 - 高田順
- 演出 - 大谷時夫
- 効果 - 岩井正・原口正一

### 「連続ラジオドラマ ポーの一族」
ラジオ関西で2007年10月6日より、アニたまどっとコムにて別バージョンがWEBラジオとして放送された。
番組はラジオドラマと「ポーの一族の記憶」「ポーっの瞬間」「ホーな人たち」「占いコーナー」のコーナーで構成され、ラジオドラマは地上波のみで放送された。放送された作品とキャストは後述のドラマCDを参照。「小鳥の巣」のみ放送されなかった。
- パーソナリティ
  - 朴璐美
  - 斎賀みつき
- ゲスト
  - 第13回 いのくちゆか
  - 石飛幸治
  - 関俊彦

## ドラマCD

### 「連続ラジオドラマ ポーの一族」ディレクターズカット版
「連続ラジオドラマ ポーの一族」の放送終了後、各4話ずつ収録で全6巻が発売された。ラジオとは異なるディレクターズカット版を収録し、原作者・萩尾望都のオリジナル図版を使用した特製リバーシブルジャケットとプチイラスト入り解説シートを封入。なお、「ピカデリー7時」と「はるかな国の花や小鳥」のみ収録されていない。
- 出演者
  - エドガー - 朴璐美
  - アラン - 斎賀みつき
  - メリーベル - いのくちゆか
  - ポーツネル男爵 - 石飛幸治
  - シーラ（男爵夫人） - 佐々木瑶子
- ポーの一族 ドラマCD第1巻 2007年12月発売。
  - 収録作品 - 「ポーの村」、「ポーの一族」
  - 登場人物
    - グレンスミス - 関俊彦
    - クリフォード - 関智一
    - ジェイン - 鹿野優以
- ポーの一族 ドラマCD第2巻 2008年1月発売。
  - 収録作品 - 「ペニー・レイン」、「リデル・森の中」、「一週間」
  - 登場人物
    - リデル - 高本めぐみ
    - 老リデル - 竹口安芸子
    - オービン卿 - 宝亀克寿
    - カレン - 本多陽子
    - ジューン[注 13] - 藤村歩
- ポーの一族 ドラマCD第3巻 2008年2月発売。
  - 収録作品 - 「メリーベルと銀のばら」、「すきとおった銀の髪」
  - 登場人物
    - 老ハンナ - 斉藤昌
    - 大老ポー - 楠見尚己
    - オズワルド - 子安武人
    - ユーシス - 岡本信彦
    - マドンナ - 植田佳奈
    - チャールズ - 菅沼久義
- ポーの一族 ドラマCD第4巻 2008年3月発売。
  - 収録作品 - 「エヴァンズの遺書」、「ランプトンは語る」
  - 登場人物
    - ヘンリー - 成田剣
    - ロジャー（エヴァンズの遺書） - 藤本隆行
    - エレン - 植竹香菜
    - アーネスト - 小田久史
    - ドクトル - 杉崎亮
    - マーシャル - 土師孝也 / 逢坂力
    - マルグリット[注 14] - 志村由美
    - ロジャー（ランプトンは語る） - 杉山紀彰
    - シャーロッテ - 藤村歩
    - ルイス - 阿部敦
    - テオ - 三浦潤也
- ポーの一族 ドラマCD第5巻 2008年4月発売。
  - 収録作品 - 「グレンスミスの日記」、「エディス」
  - 登場人物
    - エリザベス - 小橋知子 / 幸田直子
    - トニー - 丹沢晃之
    - ユーリエ - 岡田幸子
    - ジュリエッタ - 木村まどか
    - アンナ - 大浦冬華
    - ピエール - 園部好德
    - エディス - 折笠富美子
    - ヘンリー - 川島得愛
    - アーサー・クエントン卿 - 宮崎寛務
    - マフィア - 夛中一忠
- ポーの一族 ドラマCD第6巻 2008年5月発売。
  - 収録作品 - 「小鳥の巣」
  - 登場人物
    - キリアン - 皆川純子
    - マチアス - 甲斐田ゆき
    - グロフ先生 - 茶風林
    - ロビン・カー - 木村まどか
    - ハイム - 杉崎亮
    - 牧師 - 園部好徳
    - 生徒1 - 阿部敦
    - 生徒2 - 小林康介
    - 生徒3 - 梶裕貴
    - 生徒4 - 牧口真幸
    - 音楽の先生 - 石飛幸治

### 「ポーの一族 エドガーとアラン篇」
映劇のドラマCDレーベル「e☆star」より2013年3月22日発売。
- キャスト
  - エドガー・ポーツネル - 松岡禎丞
  - アラン・トワイライト - 江口拓也
  - マチアス - 平川大輔
  - オービン - 土師孝也
  - クリフォード - 関俊彦
  - ロビン・カー - 堀江一眞
  - 盗賊 - 中國卓郎
- 収録作品
  - 「ホームズの帽子」
  - 「ペニーレイン」
  - 回想 「ポーの一族」
  - 「小鳥の巣」
  - 「エディス」
  - CAST TALK（松岡禎丞×江口拓也×堀江一眞）

## テレビドラマ
『ストレンジャー〜バケモノが事件を暴く〜』（ストレンジャー バケモノがじけんをあばく）のタイトルで、本作を原案としたドラマが、テレビ朝日系で2016年3月27日に『日曜エンタ』枠で放送された。主演は香取慎吾でテレビ朝日でのドラマ主演は本作が初となる。

### キャスト
不老不死の一族
- 三杉晃（バンパネラ） - 香取慎吾[28]
- 真理亜（バンパネラの末裔） - 中条あやみ[28]

所轄警察署
- 佐伯章二（刑事） - 萩原聖人[28]
- 熊谷明生（刑事） - 音尾琢真[29]
- 内田順平（署長） - 小野武彦[29]

その他
- 前島康夫（古書店店主） - 段田安則[29]
- 長井秀樹（監察医） - 菅原永二
- 西崎汐里（カメラマニア、連続殺人事件の被害者） - 玉井詩織（ももいろクローバーZ）[30]
- 伊東香織（三杉が迎えに来るのを待っていた、連続殺人事件の被害者） - 宮下かな子[31]
- 相沢陽子（自殺を図り三杉に助けられた） - 愛原実花
- 小川裕子（児童養護施設「すみれ園」職員） ‐ 春木みさよ
- 稲村一郎（『私と三杉晃』という本を出版した） ‐ 田村泰二郎
- 稲村史郎（稲村一郎の息子、民俗学者） - 益岡徹

### スタッフ
- 原案 - 萩尾望都『ポーの一族』
- 脚本 - 鈴木勝秀
- 監督 - 本広克行
- 監督補 - 木村好克
- 特殊メイク - 田中玲伊子
- アクションコーディネーター - 谷本峰（アクションチーム・ラルク）
- 技術協力 - バスク、ジェニック、ジースタッフ
- CG・美術協力 - テレビ朝日クリエイト
- 制作管理 - インナップ
- ゼネラルプロデューサー - 横地郁英（テレビ朝日）
- プロデューサー - 船津浩一（テレビ朝日）、牧野治康（プロダクションI.G）、森谷雄（アットムービー）
- 制作プロダクション - アットムービー
- 制作協力 - プロダクションI.G
- 制作著作 - テレビ朝日

### 原作との違い
- 舞台を日本に移し、主人公のパンパネラの少年にあたる役どころを香取が演じる[29]。
- 原作のアラン・トワイライトに相当する真理亜は女性で（少女のまま時が止まっているというメリーベルの設定も付加されている）、原作とは逆に真理亜がエドガー・ポーツネルに相当する三杉をバンパネラに加える[31]。
- 主人公がパンパネラになった経緯も大きく異なる。原作では、エドガーは最愛の妹・メリーベルを巻き込まないためにバンパネラになることを老ハンナに約束し、老ハンナの死後彼女の遺志を継いだ大老・ポーに無理やり仲間に加えられた。テレビドラマでは、三杉は最愛の妻と息子を失い睡眠薬自殺を図ったところを真理亜に助けられ、以来、不老不死となる[31]。

## 舞台

### ミュージカル・ゴシック『ポーの一族』（宝塚歌劇花組公演）
宝塚歌劇団花組により、2018年1月 - 3月に宝塚大劇場・東京宝塚劇場において上演。主演はトップスター明日海りおとトップ娘役仙名彩世、脚本・演出担当は小池修一郎。
小池は本作を「いつかミュージカル化したい」と夢見て宝塚歌劇団に入団し、1985年に作者の萩尾望都に舞台化を申し出ていた。萩尾はあらゆる上演希望を断り続けていたが30年越しの熱意に絆され、ついに舞台化が実現した。なお萩尾は初日公演を観劇している。
この作品を収録したDVD版とBD版が発売されている。

#### メイン・キャスト
括弧内は新人公演でのキャスト。
- エドガー・ポーツネル - 明日海りお（聖乃あすか）
- シーラ・ポーツネル男爵夫人 - 仙名彩世 （城妃美伶）
- アラン・トワイライト - 柚香光 （飛龍つかさ）
- 大老ポー - 一樹千尋（矢吹世奈）
- カスター先生 - 飛鳥裕（碧宮るか）
- 老ハンナ - 高翔みず希（峰果とわ）
- レイチェル - 花野じゅりあ（凛乃しづか）
- フランク・ポーツネル男爵 - 瀬戸かずや（綺城ひか理）
- ジャン・クリフォード - 鳳月杏（亜蓮冬馬）
- バイク・ブラウン[注 15] / バイク・ブラウン4世[注 15] - 水美舞斗（帆純まひろ）
- メリーベル - 華優希（舞空瞳）
- オルコット大佐[注 16] - 羽立光来（峰果とわ）
- ブラヴァツキー[注 16] - 芽吹幸奈（若草萌香）

#### スタッフ
- 原作 - 萩尾望都
- 脚本・演出 - 小池修一郎
- 作曲・編曲 - 太田健
- 編曲 - 青木朝子
- 音楽指揮 - 佐々田愛一郎
- 振付 - 若央りさ、桜木涼介、KAORIalive、鈴懸三由岐
- 擬闘 - 栗原直樹
- 装置 - 大橋泰弘
- 衣装 - 有村淳、加藤真美
- 照明 - 笠原俊幸
- 音響 - 大坪正仁
- サウンドプログラマー - 上田秀夫
- 小道具 - 今岡美也子
- 映像 - 奥秀太郎
- 歌唱指導 - 飯田純子、やまぐちあきこ
- 演出助手 - 田渕大輔、竹田悠一郎、熊倉飛鳥
- 装置補 - 國包洋子、稲生英介
- 舞台進行 - 荒川陽平（第一幕）、香取克英（第二幕）
- 舞台美術製作 - 株式会社宝塚舞台
- 演奏 - 宝塚歌劇オーケストラ
- 制作 - 井塲睦之
- 制作補 - 恵見和弘
- 制作・著作 - 宝塚歌劇団
- 主催 - 阪急電鉄株式会社

#### 日程
- 宝塚大劇場 - 2018年1月1日（月）- 2月5日（月）
- 東京宝塚劇場 - 2018年2月16日（金）- 3月25日（日）

### ミュージカル・ゴシック『ポーの一族』
2021年1月 - 2月に上演のミュージカル。2018年の舞台でエドガーを演じた明日海りおが宝塚歌劇団退団後、初めて挑む舞台。アラン役はミュージカル初挑戦となる千葉雄大。

#### キャスト
- エドガー・ポーツネル - 明日海りお
- アラン・トワイライト - 千葉雄大
- フランク・ポーツネル男爵 - 小西遼生
- ジャン・クリフォード - 中村橋之助
- シーラ・ポーツネル男爵夫人 - 夢咲ねね
- メリーベル - 綺咲愛里
- 大老ポー/オルコット大佐 - 福井晶一
- 老ハンナ/ブラヴァツキー - 涼風真世
- ジェイン - 能條愛未
- レイチェル - 純矢ちとせ

#### スタッフ
- 原作 - 萩尾望都
- 脚本・演出 - 小池修一郎
- 作曲・音楽監督 - 太田健
- 美術 - 松井るみ
- 照明 - 笠原俊幸
- 音響 - 大坪正仁
- 衣装 - 生澤美子
- ヘアメイク - 岡田智江
- 映像 - 九頭竜ちあき
- サウンドプログラマー - 上田秀夫
- 振付 - 桜木涼介、KAORIalive、新海絵理子
- アクション - 諸鍛冶裕太
- 歌唱指導 - 西野誠、堂ノ脇恭子
- 演出助手 - 長町多寿子
- 技術監督 - 小林清隆
- 舞台監督 - 徳永泰子
- 指揮 - 福田光太郎
- 企画・制作 - 梅田芸術劇場
- 主催 - 梅田芸術劇場（大阪・東京） 御園座・中日新聞社（愛知）

#### 日程
- 梅田芸術劇場 - （2021年1月11日 - 26日）
- 東京国際フォーラム - （2021年2月3日 - 17日）
- 御園座 - （2021年2月23日 - 28日）[37]

## イベント

### ポーの一族展
萩尾望都デビュー50周年を記念して、2019年に東京会場と大阪会場で開催。名古屋会場での開催と、鹿児島会場・福岡会場での開催が追加された。
- 東京会場 - 2019年7月25日（木） - 8月6日（火）、松屋銀座
- 名古屋会場 - 2019年9月30日（月） - 10月17日（木）、名古屋パルコ南館
- 大阪会場 - 2019年12月4日（水） - 12月16日（月）、阪急うめだ本店
- 鹿児島会場 - 2020年12月12日（土） - 2021年1月17日（日）、長島美術館
- 福岡会場 - 2021年4月17日（土） - 2021年6月13日（日）、久留米市美術館

会場は、「ポーの一族」ゾーン、「宝塚歌劇」ゾーン、「トーマの心臓」ゾーン、「50年の軌跡」ゾーンで構成され、200点以上の原画が展示されている。